# Tadoritsuku Basho/Oxalis
«Tadoritsuku Basho / Oxalis» (辿り着く場所 / オキザリス?) es el noveno sencillo de la banda japonesa HIGH and MIGHTY COLOR. Fue lanzado al mercado el día 24 de enero del año 2007 bajo el sello SMJE.

## Detalles
Este es el primer sencillo de HIGH and MIGHTY COLOR que es de dos caras A en uno. También es el primer sencillo de la banda que es lanzado en dos formatos distintos, uno con el disco y otro con el disoc más un DVD con los videos promocionales de ambos temas. Ambas canciones son parte de la banda sonora de la película colaboración entre Japón y Corea del Sur llamada Anata wo Wasurenai —el primero como tema principal y el segundo como tema de ambientación—, donde la vocalista Maki debuta como actriz. Los videos musicales fueron grabados cada uno en un día, el primero por Yūsuke Takuno y el segundo por Hiroto Fujiyasu. El sencillo también incluye una MOVIE VERSION de "Tadoritsuku Basho", que es simplemente una versión ligeramente alternativa del tema donde solo está presente la voz de Maki. La MOVIE VERSION —versión de la película, refiriéndose a Anata wo Wasurenai— de "Oxalis" fue incluida en el tercer álbum original de estudio de la banda, San.
El sencillo es uno de los más débiles con respecto a ventas que ha alcanzado la banda. Debutó en el puesto n.º 18 de las listas de sencillos semanales de Oricon vendiendo inicialmente seis mil ochocientas copias. El día de hoy ha alcanzado ventas superiores a las ocho mil novecientas unidades.

## Canciones

### CD
1. «Tadoritsuku Basho» (辿り着く場所?)
2. «Oxalis» (オキザリス Okizarisu?)
3. «Tadoritsuku Basho» (辿り着く場所?) (MOVIE VERSION)
4. «Tadoritsuku Basho» (辿り着く場所?) (Less vocal track)

### DVD
1. «Tadoritsuku Basho» (辿り着く場所?)
2. «Gōman Seikatsu Eizō» (傲慢生活映像?)

- Datos: Q2640041